# ソロモン諸島の国章
ソロモン諸島の国章（ソロモンしょとうのこくしょう）は1978年7月7日に制定されたソロモン諸島の紋章のこと。
上部に太陽を戴く兜を飾った盾の左右に、盾を支えるサポーターとして鰐と鮫が寄り添うデザイン。

## 構成
- 盾は上部三分の一ほどの部分が青、それより下は金（黄）の地になっている。
- 盾の青い地の部分には二羽のグンカンドリとその間に挟まれた一羽の鷲が描かれている。グンカンドリはソロモン諸島東部のシンボルで、鷲はマライタ島のシンボル。
- 盾の金（黄）地部分には緑の聖アンドリュー十字が描かれている。十字の中には銀（白）の槍が交差し、中央には伝統的な矢筒、十字の左右には茶色の亀が描かれている。矢筒はソロモン諸島中央部のシンボルで、亀は西部のシンボル。
- 盾の上には内側を赤く塗られた銀の兜が飾られている。
- 兜に結びつけられたマントは装飾的な葉のような形になっている。表地は青で裏地は白。また、兜飾りを支えるリースも青と白の配色である。
- 兜飾りはカヌーと昇る朝日。
- 盾の左にはワニ、右にはサメが控える。
- 盾の下の茶色の紋章はグンカンドリを模した伝統的な文様である。
- 金（黄）と赤のリボンには英語で "To Lead Is To Serve." 「導き奉仕せよ」の標語がある。